# Bachhraon
Bachhraon là một thành phố và là nơi đặt ban đô thị (municipal board) của quận Jyotiba Phule Nagar thuộc bang Uttar Pradesh, Ấn Độ.

## Địa lý
Bachhraon có vị trí 28°56′B 78°13′Đ / 28,93°B 78,22°Đ Nó có độ cao trung bình là 209 mét (685 foot).

## Nhân khẩu
Theo điều tra dân số năm 2001 của Ấn Độ, Bachhraon có dân số 27.784 người. Phái nam chiếm 53% tổng số dân và phái nữ chiếm 47%. Bachhraon có tỷ lệ 40% biết đọc biết viết, thấp hơn tỷ lệ trung bình toàn quốc là 59,5%: tỷ lệ cho phái nam là 47%, và tỷ lệ cho phái nữ là 33%. Tại Bachhraon, 19% dân số nhỏ hơn 6 tuổi.